# Jean-Luc Bohl
Pour les articles homonymes, voir Bohl.
 (avril 2020).
Si vous disposez d'ouvrages ou d'articles de référence ou si vous connaissez des sites web de qualité traitant du thème abordé ici, merci de compléter l'article en donnant les références utiles à sa vérifiabilité et en les liant à la section « Notes et références ».
Jean-Luc Bohl, né le 28 novembre 1959 à Creutzwald, est un homme politique français. Il est maire de la commune de Montigny-lès-Metz en Moselle depuis 2001 et premier vice-président de l'Eurométropole de Metz et Conseiller Départemental du canton de Montigny-lès-Metz depuis 2021.

## Biographie
Jean-Luc Bohl commence sa carrière politique en 1989 en tant que conseiller municipal à la ville de Montigny-lès-Metz. En 1991, il est nommé adjoint au maire chargé de la culture. Il est remercié par le maire sortant en 1995. Il entre alors en opposition. Il crée « Montigny Renouveau » en s’entourant d’une nouvelle équipe dont d’anciens colistiers. Il gagne les élections cantonales de 1998 et bat ainsi Raymond Doerflinger, alors conseiller général sortant et maire de Montigny-lès-Metz. 
En 2001, Jean-Luc Bohl gagne les élections municipales. Il est élu maire de Montigny-lès-Metz avec 44,91 % des voix au 2e tour, il est réélu dès le premier tour en 2008 avec 69,74% des voix.
Il est réélu conseiller général de Moselle pour le canton de Montigny-lès-Metz. Président de l’ADAM 57, il contribue à la restauration de plusieurs dizaines d’orgues mosellans, richesse du patrimoine culturel mosellan. Président de Moselle Développement, agence de développement économique, il participe à l’accueil et à l’implantation d’entreprises européennes et mondiales. Il est nommé vice-président du Conseil général de la Moselle en 2008, délégué à la Solidarité internationale, président de la Commission des affaires culturelles, tourisme, sport et jeunesse. 
Européen convaincu, il a assuré la présidence du Centre Européen Robert Schuman de 2004 à 2011, centre d’information et d’animation qui œuvre pour la connaissance des travaux de Robert Schuman, le père de l’Europe à Scy-Chazelles (Moselle).
À la suite des élections municipales de 2008, il est élu par l’assemblée communautaire président de la Communauté d’agglomération de Metz Métropole, face à Dominique Gros, le nouveau maire de Metz. Il succède ainsi à Jean-Marie Rausch, maire de Metz durant 36 ans, à la tête de l’agglomération messine. Il initie le changement de gouvernance de cette institution, source d’efficacité et d’économie. L’agglomération doit faire face en 2008 à l’annonce de la restructuration des armées. La base aérienne 128 est vouée à disparaitre. Pour l’agglomération, c’est 400 hectares qui se libèrent et 2500 emplois directs qui sont amenés à disparaître. Une nouvelle attractivité du territoire est à créer.
Élu en mars 2010 conseiller régional de Lorraine pour la liste UMP-Nouveau Centre conduite par Laurent Hénart, il est 2e sur la liste conduite en Moselle par la députée Anne Grommerch. Il siège dans l'opposition régionale, Jean-Pierre Masseret étant élu pour le Parti Socialiste à la tête de la région.
Indépendant, de centre droit, il rejoint en 2012 Jean-Louis Borloo en tant que membre fondateur de l'Union des démocrates et indépendants (UDI).
Il est élu en 2015 sur la liste de Philippe Richert, conseiller régional de la nouvelle grande région Alsace-Champagne-Ardenne-Lorraine dont il devient premier vice-président. À la suite de la démission de Philippe Richert de la présidence de la région Grand Est, Jean-Luc Bohl assume l'intérim. Après l'élection comme président de Jean Rottner en octobre 2017, Jean-Luc Bohl retrouve son poste de premier vice-président, chargé de l'attractivité et du rayonnement jusqu'aux élections de juin 2021 où il choisit de ne pas renouveler son mandat régional. 
La loi du 28 février 2017 portant sur le statut de Paris et l'aménagement métropolitain permet à l'agglomération messine dont Jean-Luc Bohl assure la présidence depuis 2008, de devenir une métropole. L'intercommunalité rejoint ainsi au 1er janvier 2018 les 22 métropoles françaises.
En juillet 2020, Jean-Luc Bohl perd la présidence de Metz Métropole, ayant été battu par le nouveau maire (LR) de Metz, François Grosdidier.
Il est élu conseiller départemental du canton de Montigny-lès-Metz en juin 2021.  
Le 10 février 2022, il annonce rejoindre Horizons, le parti politique créé par Édouard Philippe, maire du Havre et Premier ministre de 2017 à 2020. Durant la campagne présidentielle de 2022, il soutient Emmanuel Macron.

## Synthèse des mandats
- Maire de Montigny-lès-Metz depuis 2001
- Président de la communauté d’agglomération de Metz Métropole de 2008 à 2020
- Conseiller régional de Lorraine, élu en 2010
- Conseiller général du canton de Montigny-lès-Metz de 1998 à 2011. Vice-Président de 2004 à 2011
- Conseiller régional du Grand Est de 2015 à 2021. 1er vice-président de 2016 à 2021
- Président du Sillon Lorrain de juin 2017 à décembre 2018
- 1er vice-président de la communauté d’agglomération de Metz Métropole depuis 2020
- Conseiller Départemental du canton de Montigny-lès-Metz depuis 2021.

## Distinctions
- Chevalier de l'ordre national du Mérite[5] (décret du 15 novembre 2016)
- Chevalier de l'ordre des Palmes académiques (décret de septembre 2005)
- Chevalier dans l'ordre de la Stella Solidarita Italiana
- Colonel (réserve citoyenne)